# غفران

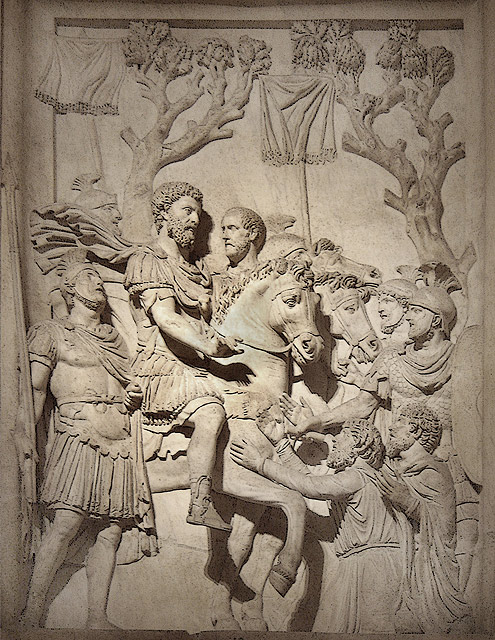
توضح الصورة رحمة ماركوس أوريليوس تجاه المهزومين بعد تغلبه على القبائل. (متحف الكابيتول، روما)

الغُفْرَان أو المَغْفِرة أو الصَفْح هي من المسامحة

## لغة
الغفران أصلها من كلمة غَفْرُ ومعناها: غطى عليه وعفا عنه
| غفران | * غَفَرَهُ و يَغْفِرُهُ: سَتَرَهُ، و-المتَاعَ في الوِعاءِ: أَدْخَلهُ و سَـترهُ كأغْفَرَهُ، و-الشَيْبَ بِالخِضَابِ: غَطاهُ و غَفَرَ الله ذَنْبَهُ يَغْفِرُهُ غَفْراً و غِفْرَةً حسَنَةً، بالكسر، و مَغْفِرَةً و غُفُورَاً وغُفْرَاناً، بضمهما، وغَفِرَاً وغَفيْرَةً: غطى عليه وعفا عنه. | غفران |

الصفح وأصلها من كلمة صَفَحَ ومعناها عفا
| غفران | * الصَّفْحُ: الجَانِبُ، و-منَ الجَبلِ: مُضْطَجَعُهُ، و_مِنكَ: جَنْبُكَ، و-من الوَجْه و السَّيْف: عَرْضُه و يُضمُّ، ج: صِفاحٌ، ورَجُلٌ مِنْ بَني كَلْبٍ، وكمَنَعَ: أَعْرَضَ وَتَرَكَ، و-عَنهُ: عَفا. | غفران |

## في الإنكليزية
هو نكران الذات أو التوقف عن الاستياء أو السخط أو الغضب نتيجة للتعرض للإساءة أو الشقاق أو الخطأ الملموس أو التوقف عن طلب العقوبة أو التعويض.
ويُعرف قاموس أوكسفورد الإنجليزي الغفران (بالإنجليزية: Forgiveness)‏ على أنه «منح العفو من دون مقابل والتخلي عن كل الدعاوى المتعلقة بالإساءة أو الديْن». وقد تم اكتشاف مفهوم الغفران ومزاياه في الأفكار الدينية وفي العلوم الاجتماعية والطب. ببساطة، قد يُنظر إلى الغفران من وجهتي النظر: 1-وجهة نظر الشخص الذي يغفر للآخرين بما في ذلك عملية المغفرة نفسها. 2-ووجهة نظر من يغفر له وهي دائما مرتبطة بالعلاقة بين الطرفين. وفي معظم السياقات، يُمنح الغفران دون أي توقع لما يعرف بالعدالة الشافية، أو أي رد من جانب المُذْنب (على سبيل المثال، قد يسامح الشخصُ شَخصاً آخراً ممنوعاً من الاتصال به أو ميتًا) ومن الناحية العملية، قد يكون من الضروري تقديم شكل من أشكال الإقرار أو الاعتذار أو حتى طلب الصفح والغفران، حتى يصل إلى المُسَامِح الشعور بقدرته على الغفران.
تشتمل معظم تعاليم الأديان على طبيعة الغفران، وتقدم العديد من هذه التعاليم أسسًا ضمنية للعديد من التقاليد المختلفة للعصر الحديث وممارسات الغفران. وتوْلي بعض المذاهب الدينية أو الفلسفات اهتمامًا كبيرًا لحاجة الإنسان العثور على نوع من الغفران الإلهي لمعالجة ما به من تقصير، وتركز ديانات أخرى على حاجة البشر لممارسة الغفران بين بعضهم، بينما لا تفرق ديانات أخرى بين الغفران بين البشر والغفران السماوي.

## الآراء الدينية

### الإسلام
يعلمنا الإسلام أن الله هو الغفار، وهو المصدر الأصلي لكل الصفح و (الغفران)، ويتطلب الغفران توبة المغفور له. وبناءً على نوع الخطأ الذي ارتكبه، فمن الممكن أن يكون الغفران من الله سبحانه وتعالى مباشرة، أو من صديق أسأت إليه. وفي حالة طلب الغفران من الله، فإن استغفار المذنب لله عز وجل عن طريق التوبة إليه أمر ضروري. أما في حالة طلب الغفران من إنسان فلا بد من أن يسامح كل منهما الآخر.
ليست الكونية من تعاليم الإسلام على الرغم من أن القرآن نص صراحة على أن الله لن يغفر لعبدة الأوثان (شرك):
﴿إِنَّ اللَّهَ لَا يَغْفِرُ أَنْ يُشْرَكَ بِهِ وَيَغْفِرُ مَا دُونَ ذَلِكَ لِمَنْ يَشَاءُ وَمَنْ يُشْرِكْ بِاللَّهِ فَقَدْ ضَلَّ ضَلَالًا بَعِيدًا ۝١١٦﴾ [النساء:116]
لا يسمح القرآن الكريم للمسلمين بممارسة السلوك العنيف، إلا في حالة دفاعه عن دينه أو نفسه أو ماله أو عرضه. وبخلاف ذلك لا يحث القرآن الكريم المسلمين على أي سلوكيات عنيفة. بل حث على الغفران والصفح.
وضح القرآن هذا الأمر بأن المسلم عليه أن يغفر متى كان قادرًا، ومن عفا وأصلح فأجره على الله. وقد وصف القرآن هؤلاء المؤمنين (المسلمين) على أنهم: ﴿وَالَّذِينَ يَجْتَنِبُونَ كَبَائِرَ الْإِثْمِ وَالْفَوَاحِشَ وَإِذَا مَا غَضِبُوا هُمْ يَغْفِرُونَ ۝٣٧﴾ وقال أيضا ﴿وَجَزَاءُ سَيِّئَةٍ سَيِّئَةٌ مِثْلُهَا فَمَنْ عَفَا وَأَصْلَحَ فَأَجْرُهُ عَلَى اللَّهِ إِنَّهُ لَا يُحِبُّ الظَّالِمِينَ ۝٤٠﴾ [الشورى:40]

## وصلات خارجية
- غفران على مشروع الدليل المفتوح
- Mindgarden.com The Enright Forgiveness Inventory for Research